# Windham (Maine)
Windham ist eine Town im Cumberland County des Bundesstaates Maine in den Vereinigten Staaten. Im Jahr 2020 lebten dort 18.434 Einwohner in 7.973 Haushalten auf einer Landfläche von 120,9 km².

## Geografie
Nach dem United States Census Bureau hat der Ort eine Gesamtfläche von 130,2 km², von denen 120,9 km² Land und 9,3 km² (7,16 % der Gesamtfläche) sind. Er liegt am Sebago Lake und damit im Wassereinzugsgebiet des Pleasant River und des Presumpscot River.

### Geografische Lage
Windham liegt zentral im Cumberland County und grenzt an das Ostufer des Sebago Lakes an. Im Nordosten des Gebietes befindet sich der Little Sebago Lake, im Osten der Forrest Lake und im Süden der Highland Lake. Die westliche Grenze der Town wird durch den Ausfluss des Sebago Lakes gebildet, der sich dort auch zum Dundee Pond aufstaut und später bei Falmouth im Atlantischen Ozean mündet. Die Oberfläche der Town ist leicht hügelig, durchsetzt mit kleineren Seen und Flüssen. Die höchste Erhebung ist der 178 m hohe, im Osten nahe dem Forrest Lake gelegene Atherton Hill.

### Nachbargemeinden
Alle Entfernungen sind als Luftlinien zwischen den offiziellen Koordinaten der Orte aus der Volkszählung 2010 angegeben.
- Norden: Raymond, 27,8 km
- Nordosten: Gray, 5,9 km
- Osten: Cumberland, 17,2 km
- Südosten: Falmouth, 14,4 km
- Süden: Westbrook, 6,7 km
- Westen: Gorham, 7,3 km
- Nordwesten: Frye Island im Sebago Lake, 12,9 km

### Stadtgliederung
In Windham gibt es mehrere Siedlungen: Baker Corner, Dolley Corner, East Windham, Fosters Corner, Glantz Corner, Ireland Corner, Land of Nod, Lowells Corner, Morrills Corner, Newhall (ehemals Gambo Falls), North Windham, Pleasant Ridge, Popeville, Scotland, South Windham, Union Chapel, White's Bridge, Windham Center und Windham Hill.

### Klima
Die mittlere Durchschnittstemperatur in Windham liegt zwischen −7,8 °C (18° Fahrenheit) im Januar und 20,0 °C (68° Fahrenheit) im Juli. Damit ist der Ort gegenüber dem langjährigen Mittel der USA um etwa 9 Grad kühler. Die Schneefälle zwischen Oktober und Mai liegen mit bis zu zweieinhalb Metern mehr als doppelt so hoch wie die mittlere Schneehöhe in den USA; die tägliche Sonnenscheindauer liegt am unteren Rand des Wertespektrums der USA.

## Geschichte

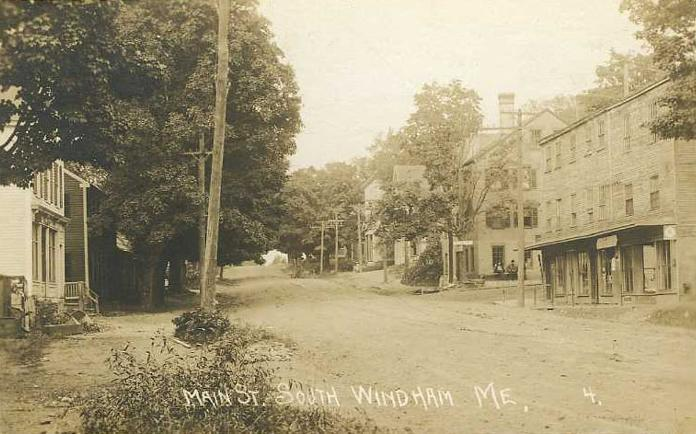
Main Street, South Windham um 1910

Der Township wurde 1734 vom Massachusetts General Court Abraham Howard, Joseph Blaney und 58 anderen Personen aus Marblehead zugesprochen. 1737 entstand New Marblehead Plantation als Siedlung durch den Kapitän Thomas Chute. Der Massachusetts General Court gab den Auftrag, ein Fort im Frühjahr 1744 im Zentrum der Siedlung zu bauen, um Schutz während des King George’s War zu bieten. Er war mit zwei Drehbassen ausgestattet. Die Bewohner blieben zwischen 1745 und 1751 innerhalb der Palisaden. Der letzte Indianer-Angriff auf den Ort ereignete sich am 14. Mai 1756. New Marblehead Plantation wurde am 12. Juni 1762 als Windham unabhängig; der Ort wurde nach Wymondham in Norfolk/England benannt.
Die meisten der ersten Bewohner waren Bauern, die Lehmboden vorfanden, auf dem gut angebaut werden konnte. Windham wird durch mehrere Wasserkraftwerke versorgt und eine Mühle wurde 1738 bei den Mallison Falls errichtet. Der Cumberland and Oxford Canal wurde 1832 eröffnet und diente dem Warentransport entlang des Presumpscot River zwischen dem Sebago Lake und Portland. 1859, als Windham 2.380 Einwohner hatte, gab es acht Sägewerke, eine Mais- und Mehlmühle, zwei Schindelmühlen, eine Walkmühle, zwei Kardiermühlen, eine Streichgarn- und Textilfabrik, eine Fassfabrik, eine Stuhlfabrik, eine Schießpulverfabrik und zwei Gerbereien. 1886 wurden im Ort auch Filz, Stiefel und Schuhe, Holz-Papier-Bretter, Kutschen, Pferdegeschirr, Särge, Kleidung und Holzware hergestellt. Am 4. April 1919 verabschiedete die Legislatur ein Gesetz, wodurch ein Männergefängnis in Little Falls-South Windham errichtet wurde. Heute ist es das Maine Correctional Center, ein Niedrig- bis Mittelsicherheitsgefängnis für Männer und Frauen. Mit seinem Hauptdorf North Windham ist der Ort heute ein Erholungsgebiet sowie Vorort von Portland.

### Einwohnerentwicklung
| Volkszählungsergebnisse – Town of Windham, Maine | Volkszählungsergebnisse – Town of Windham, Maine | Volkszählungsergebnisse – Town of Windham, Maine | Volkszählungsergebnisse – Town of Windham, Maine | Volkszählungsergebnisse – Town of Windham, Maine | Volkszählungsergebnisse – Town of Windham, Maine | Volkszählungsergebnisse – Town of Windham, Maine | Volkszählungsergebnisse – Town of Windham, Maine | Volkszählungsergebnisse – Town of Windham, Maine | Volkszählungsergebnisse – Town of Windham, Maine | Volkszählungsergebnisse – Town of Windham, Maine |
| Jahr                                             | 1700                                             | 1710                                             | 1720                                             | 1730                                             | 1740                                             | 1750                                             | 1760                                             | 1770                                             | 1780                                             | 1790                                             |
| ------------------------------------------------ | ------------------------------------------------ | ------------------------------------------------ | ------------------------------------------------ | ------------------------------------------------ | ------------------------------------------------ | ------------------------------------------------ | ------------------------------------------------ | ------------------------------------------------ | ------------------------------------------------ | ------------------------------------------------ |
| Einwohner                                        |                                                  |                                                  |                                                  |                                                  |                                                  |                                                  |                                                  |                                                  |                                                  | 938                                              |
| Jahr                                             | 1800                                             | 1810                                             | 1820                                             | 1830                                             | 1840                                             | 1850                                             | 1860                                             | 1870                                             | 1880                                             | 1890                                             |
| Einwohner                                        | 1329                                             | 1613                                             | 1793                                             | 2182                                             | 2303                                             | 2380                                             | 2635                                             | 2428                                             | 2312                                             | 2216                                             |
| Jahr                                             | 1900                                             | 1910                                             | 1920                                             | 1930                                             | 1940                                             | 1950                                             | 1960                                             | 1970                                             | 1980                                             | 1990                                             |
| Einwohner                                        | 1929                                             | 1954                                             | 1932                                             | 2076                                             | 2381                                             | 3434                                             | 4498                                             | 6593                                             | 11282                                            | 13020                                            |
| Jahr                                             | 2000                                             | 2010                                             | 2020                                             | 2030                                             | 2040                                             | 2050                                             | 2060                                             | 2070                                             | 2080                                             | 2090                                             |
| Einwohner                                        | 14904                                            | 17001                                            | 18434                                            |                                                  |                                                  |                                                  |                                                  |                                                  |                                                  |                                                  |

## Kultur und Sehenswürdigkeiten

### Bauwerke

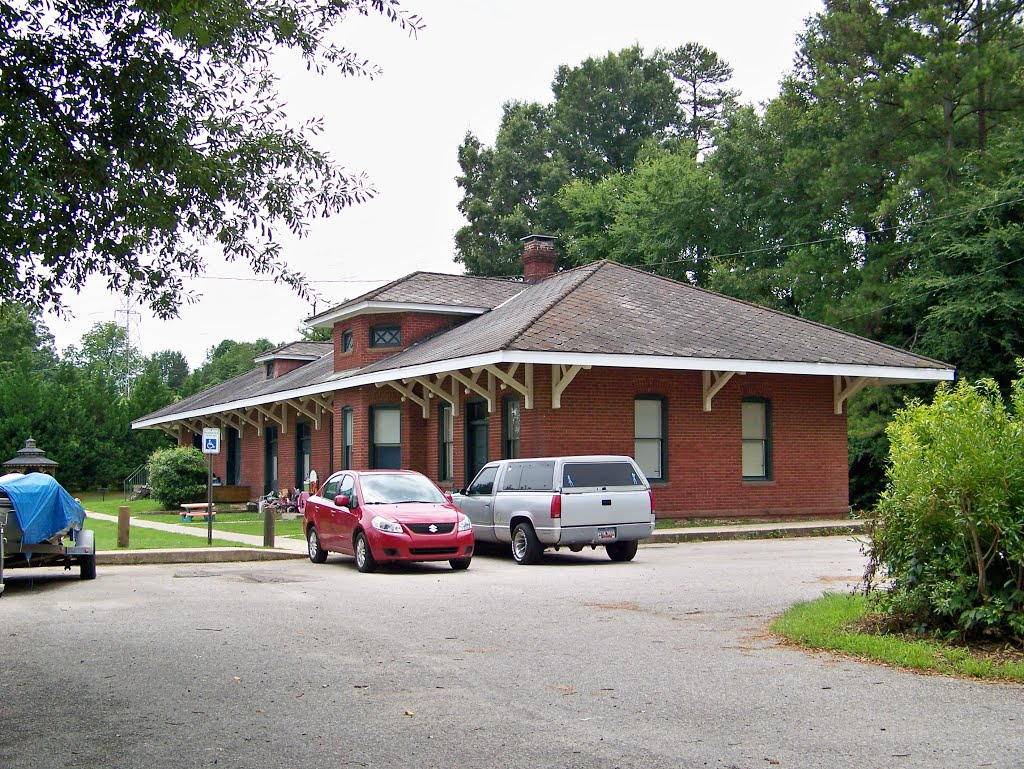
Great Falls Depot

Ein Distrikt und drei Bauwerke stehen unter Denkmalschutz und wurden ins National Register of Historic Places aufgenommen.
als Distrikt
- Great Falls Historic District, aufgenommen 1995, Register-Nr. 94001541

weitere Bauwerke
- Goold House, aufgenommen 1990, Register-Nr. 89000251
- Maplewood Farm, aufgenommen 1991, Register-Nr. 91001813
- Parson Smith House, aufgenommen 1973, Register-Nr. 73000237

## Wirtschaft und Infrastruktur

### Verkehr
Von Südosten in Richtung Nordwesten verläuft der U.S. Highway 302 durch Windham er verbindet die Town mit Portland im Süden und Bridgton im Norden. Der U.S. Highway 202 verläuft vom Südwesten zum Nordosten und verbindet Windham mit Rochester im Süden und Augusta im Norden. Durch die Nordspitze verläuft die Maine State Route 115. Die Interstate 95 der Maine Turnpike verläuft außerhalb des Gebietes von Windham, östlich des Forrest Lakes.

### Öffentliche Einrichtungen
In Windham gibt es eine medizinische Einrichtung. Die nächstgelegenen Krankenhäuser für die Bewohner von Windham befinden sich in Gorham, Westbrook und Portland.

### Bildung
Windham gehört mit Raymond zum RSU 14.
Im Schulbezirk werden folgende Schulen angeboten:
- Windham High School in Windham, (Klassen 9 bis 12)
- Katahdin Program in Raymond (Alternative Schule) (Klassen 9 bis 12)
- Windham Middle School in Windham, (Klassen 6 bis 8)
- Jordan-Small Middle School in Raymond (Klassen 5 bis 8)
- Manchester School in Windham (Klassen 3 bis 5)
- Raymond Elementary School in Raymond (Klassen Kindergarten bis 4)
- Windham Primary School in Windham (Klassen Kindergarten bis 3)

## Persönlichkeiten

### Söhne und Töchter der Stadt
- John Albion Andrew (1818–1867), Gouverneur
- John Anderson (1792–1853), Abgeordneter im Kongress
- David P. B. Pride (1855–unbekannt), Politiker
- Jeff Donnell (1921–1988), Schauspieler
- Willard Mains (1868–1923), Baseballspieler